# 제시 콜린스
제시 콜린스(Jesse Collins, 1961년 12월 9일 ~ )는 캐나다의 배우, 텔레비전 감독, 텔레비전 배우이다.
토론토에서 태어났다.

## 영화
- 하우 투 비 어 플레이어 (1997년)
- 다크맨 2 (1995년)
- 레디 오어 낫 (1993년)
- 아이언 이글 2 (1988년)
- 호보 (1979년)